# Spazio colore Adobe RGB

Diagramma di cromaticità CIE 1931, mostra la gamma (il gamut) dello spazio colore Adobe RGB e la disposizione dei primari. Il punto bianco D65 è mostrato al centro.

Lo spazio colore Adobe RGB è uno spazio colore RGB sviluppato dalla Adobe Systems nel 1998. È stato progettato per comprendere molti dei colori ottenibili con le stampatrici a colori CMYK, ma attraverso l'utilizzo dei colori primari RGB su una periferica quale lo schermo di un computer. Lo spazio colore Adobe RGB contiene approssimativamente il 50% dei colori visibili specificati attraverso lo spazio colore LAB, con un aumento di gamma rispetto allo spazio colore sRGB principalmente sul ciano e verde.

## Caratteristiche
Nello spazio colore Adobe RGB i colori sono indicati con i tre valori {\displaystyle (R,G,B)}, dove ognuno dei componenti R, G e B può  assumere valori tra 0 e 1. Quando visualizzate su un monitor, vengono specificate le esatte cromaticità del punto bianco {\displaystyle (1,1,1)}, punto nero {\displaystyle (0,0,0)} e le primarie [{\displaystyle (1,0,0)} etc.]. Oltre a questo, la luminanza del monitor dovrebbe essere di 160 cd/m2 sul punto bianco, e 0,5557 cd/m2 sul punto nero, che implica un tasso di contrasto di 287,9. L'ambiente del monitor si considera illuminato a 32 lx.
Come per lo spazio colore sRGB, nello spazio colore Adobe RGB i valori delle tre componenti RGB non sono proporzionali alla luminanza. Piuttosto, si assume un valore della correzione gamma pari a 2,2, senza il segmento lineare vicino allo zero che è presente in sRGB.

## Altri spazi colore RGB
- spazio colore Adobe Wide Gamut RGB
- spazio colore sRGB
- spazio colore Bruce RGB
- spazio colore NTSC 1953
- spazio colore ProPhoto RGB
- spazio colore Wide Gamut RGB
- spazio colore Wide Gamut RGB compensato